# Projekt 1135
Projekt 1135 Burevestnik (v kódu NATO třída Krivak) je lodní třída raketových fregat sovětského námořnictva z doby studené války. Hlavním úkolem lodí této třídy byl protiponorkový boj. Celkem bylo postaveno 40 fregat ve verzích Krivak I, II a III. Jeden kus nebyl dostavěn. Po rozpadu SSSR připadla většina plavidel ruskému námořnictvu a pobřežní stráži, přičemž několik jich získalo také ukrajinské námořnictvo. Ve službě zůstává několik posledních kusů.
Dalším vývojem fregat této třídy vznikla třída Talwar (Krivak IV) pro indické námořnictvo. Na základě třídy Talwar byly vyvinuty ruské fregaty projektu 11356 (Krivak V).

## Stavba
Celkem bylo postaveno 21 fregat projektu 1135 (Krivak I). Postavily je tři sovětské loděnice – Jantar v Kaliningradu, Zaliv v Kerči a loděnice A. A. Žďanova v Leningradu. Následujících 11 fregat projektu 1135M (Krivak II) stavěla už pouze loděnice Jantar. Loděnicí Zaliv bylo rozestavěno celkem devět fregat projektu 1135.1 Nerej (Krivak III) určených pro pohraniční vojska. Poslední dva kusy ale po rozpadu SSSR zůstaly Ukrajině. Zatímco fregatu Hetman Sahajdačnyj se podařilo dokončit, rozestavěný Krasny Vympel byl sešrotován.
Jednotky třídy Krivak:
| Jméno                         | Verze          | Loděnice      | Založení kýlu | Spuštěna | Vstup do služby    | Poznámka                                                                                  |
| ----------------------------- | -------------- | ------------- | ------------- | -------- | ------------------ | ----------------------------------------------------------------------------------------- |
| Bditělnyj                     | Projekt 1135   | Jantar        | 1968          | 1970     | 31. prosince 1970  | Vyřazena 1996.                                                                            |
| Bodryj                        | Projekt 1135   | Jantar        | 1969          | 1971     | 31. prosince 1971  | Vyřazena 1997.                                                                            |
| Svirepyj                      | Projekt 1135   | Jantar        | 1970          | 1971     | 29. prosince 1972  | Vyřazena 1993.                                                                            |
| Silnyj                        | Projekt 1135   | Jantar        | 1971          | 1972     | 30. června 1973    | Vyřazena 1994.                                                                            |
| Storoževoj                    | Projekt 1135   | Jantar        | 1972          | 1973     | 30. prosince 1973  | Vyřazena 2002.                                                                            |
| Razumnyj                      | Projekt 1135   | Jantar        | 1972          | 1973     | 30. září 1971      | Vyřazena 1998.                                                                            |
| Razjaščij                     | Projekt 1135   | Jantar        | 1972          | 1974     | 30. prosince 1974  | Vyřazena 1992.                                                                            |
| Družnyj                       | Projekt 1135   | Jantar        | 1973          | 1975     | 30. září 1975      | Vyřazena 2002, muzejní loď.                                                               |
| Dostojnyj                     | Projekt 1135   | Zaliv         | 1969          | 1971     | 31. prosince 1971  | Vyřazena 1993.                                                                            |
| Doblestnyj                    | Projekt 1135   | Zaliv         | 1970          | 1973     | 28. prosince 1973  | Vyřazena 1992.                                                                            |
| Dějatělnyj                    | Projekt 1135   | Zaliv         | 1972          | 1975     | 25. prosince 1975  | Vyřazena 1995.                                                                            |
| Bezzavětnyj                   | Projekt 1135   | Zaliv         | 1976          | 1977     | 30. prosince 1977  | Roku 1997 předána ukrajinskému námořnictvu jako Nikolaev (U133), vyřazena 2000.           |
| Bezukoryzněnnyj               | Projekt 1135   | Zaliv         | 1978          | 1979     | 29. prosince 1979  | Roku 1997 předána ukrajinskému námořnictvu jako Dnepropetrovsk (U134), vyřazena 2000.     |
| Ladnyj                        | Projekt 1135   | 1979          | Zaliv         | 1980     | 29. prosince 1980  | Status nejasný.                                                                           |
| Poryvystyj                    | Projekt 1135   | 1980          | Zaliv         | 1981     | 29. prosince 1981  | Vyřazena 1994, statická cvičná loď.                                                       |
| Žarkij                        | Projekt 1135   | A. A. Žďanova | 1974          | 1975     | 29. června 1976    | Vyřazena 2002.                                                                            |
| Retivy                        | Projekt 1135   | A. A. Žďanova | 1974          | 1976     | 28. prosince 1976  | Vyřazena 1995.                                                                            |
| Leningradskij Komsomolets     | A. A. Žďanova  | Projekt 1135  | 1974          | 1977     | 29. září 1977      | V únoru 1992 přejmenována na Lyogky. Vyřazena 2003.                                       |
| Letuščij                      | Projekt 1135   | A. A. Žďanova | 1977          | 1978     | 10. srpna 1978     | Vyřazena 2005.                                                                            |
| Pylkij                        | Projekt 1135   | A. A. Žďanova | 1977          | 1978     | 28. prosince 1978  | Vyřazena 2012.                                                                            |
| Zadornyj                      | Projekt 1135   | A. A. Žďanova | 1977          | 1979     | 31. srpna 1979     | Vyřazena 2005.                                                                            |
| Rezvyj                        | Projekt 1135M  | Jantar        | 1973          | 1975     | 30. prosince 1975  | Vyřazena 2000.                                                                            |
| Rezkij                        | Projekt 1135M  | Jantar        | 1974          | 1976     | 30. září 1976      | Vyřazena 1995.                                                                            |
| Razitelnyj                    | Projekt 1135M  | Jantar        | 1975          | 1976     | 31. prosince 1976  | Roku 1997 předána ukrajinskému námořnictvu jako Sevastopol (U132), vyřazena 2004.         |
| Grozjaščij                    | Projekt 1135M  | Jantar        | 1975          | 1977     | 30. září 1977      | Vyřazena 1995.                                                                            |
| Něukrotimyj                   | Projekt 1135M  | Jantar        | 1976          | 1977     | 30. prosince 1977  | V letech 1987–1990 přejmenován na Komsomolec Litvy, poté opět Neukrotimyy. Vyřazena 2009. |
| Gromkij                       | Projekt 1135M  | Jantar        | 1976          | 1978     | 30. září 1978      | Vyřazena 1998.                                                                            |
| Bessmnnyj                     | Projekt 1135M  | Jantar        | 1977          | 1978     | 26. prosince 1978  | Vyřazena 1998.                                                                            |
| Gordělivyj                    | Projekt 1135M  | Jantar        | 1977          | 1979     | 20. září 1979      | Vyřazena 1994.                                                                            |
| Rjavnyj                       | Projekt 1135M  | Jantar        | 1978          | 1979     | 31. prosince 1979  | Vyřazena 1997.                                                                            |
| Revnostnyj                    | Projekt 1135M  | Jantar        | 1978          | 1979     | 31. prosince 1979  | Vyřazena 2003.                                                                            |
| Pytlivyj                      | Projekt 1135M  | Jantar        | 1979          | 1981     | 30. listopadu 1981 | Aktivní.                                                                                  |
| Menčinskij                    | Projekt 1135.1 | Zaliv         | 1981          | 1982     | 29. prosince 1983  | Vyřazena 1998.                                                                            |
| Dzeržinskij                   | Projekt 1135.1 | Zaliv         | 1983          | 1984     | 29. prosince 1984  | Aktivní.                                                                                  |
| Jurij Andropov                | Projekt 1135.1 | Zaliv         | 1983          | 1985     | 30. září 1986      | Aktivní.                                                                                  |
| Imeni 70-letija VChK-KGB      | Projekt 1135.1 | Zaliv         |               |          | 1987               | Od roku 1987 Pskov. Vyřazena 2002.                                                        |
| Imeni 70-letija pogranvojsk   | Projekt 1135.1 | Zaliv         | 1987          | 1988     | 30. prosince 1988  | Vyřazena 2002.                                                                            |
| Kedrov                        | Projekt 1135.1 | Zaliv         | 1988          | 1989     | 28. prosince 1989  | Vyřazena 2002.                                                                            |
| Vorovskij                     | Projekt 1135.1 | Zaliv         | 1989          | 1990     | 29. prosince 1990  | Vyřazena 2017.                                                                            |
| Hetman Sahajdačnyj (ex Kirov) | Projekt 1135.1 | Zaliv         | 1990          | 1992     | 2. dubna 1993      | Provozována ukrajinským námořnictvem jako Hetman Sahajdačnyj (U130), aktivní.             |
| Krasny Vympel                 | Projekt 1135.1 | Zaliv         | 1992          |          |                    | Rozestavěné plavidlo získáno Ukrajinou, sešrotováno 1995.                                 |

## Konstrukce

### Projekt 1135 (Krivak I)

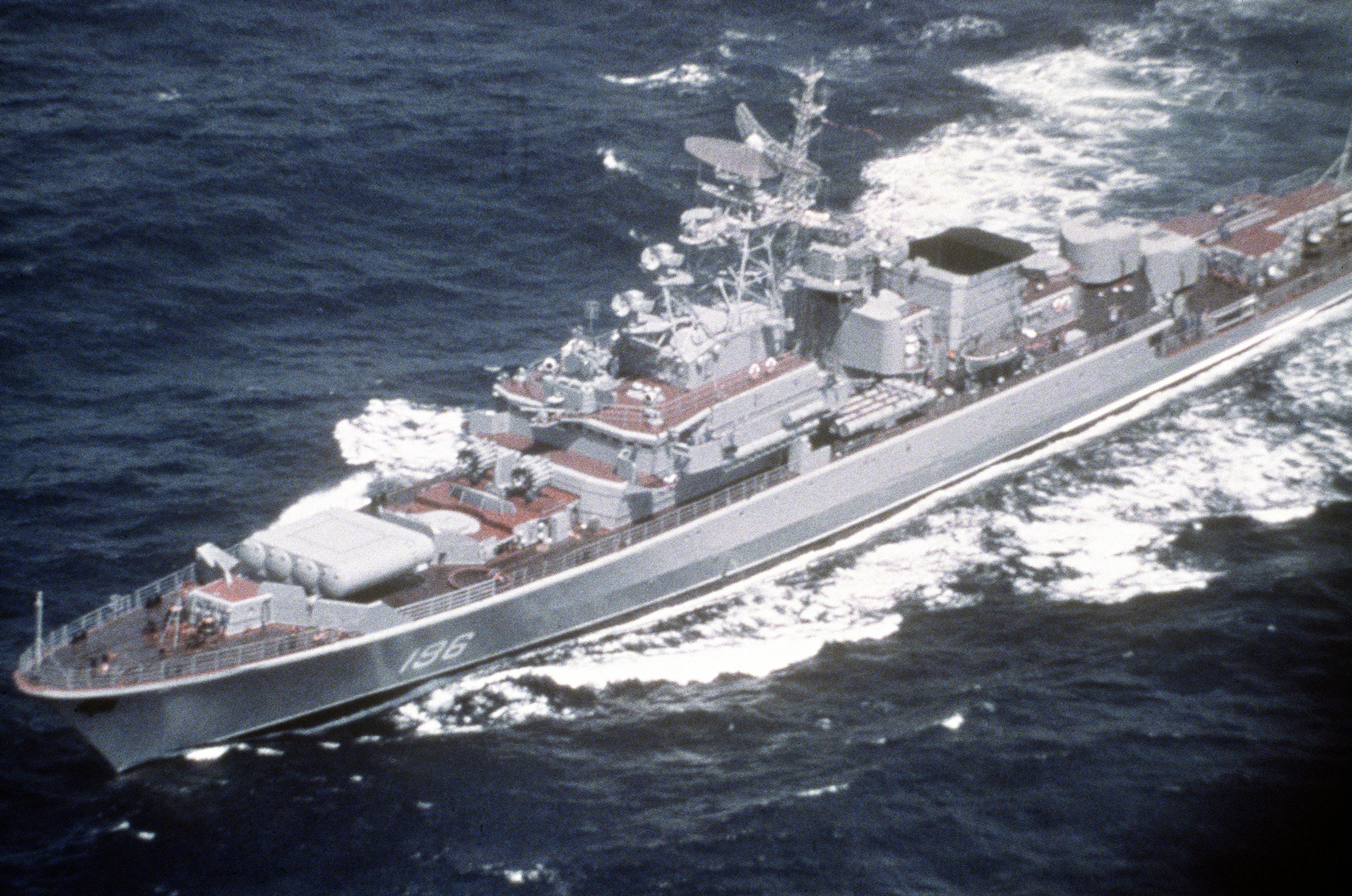
Fregata Dějatělnyj projektu 1135

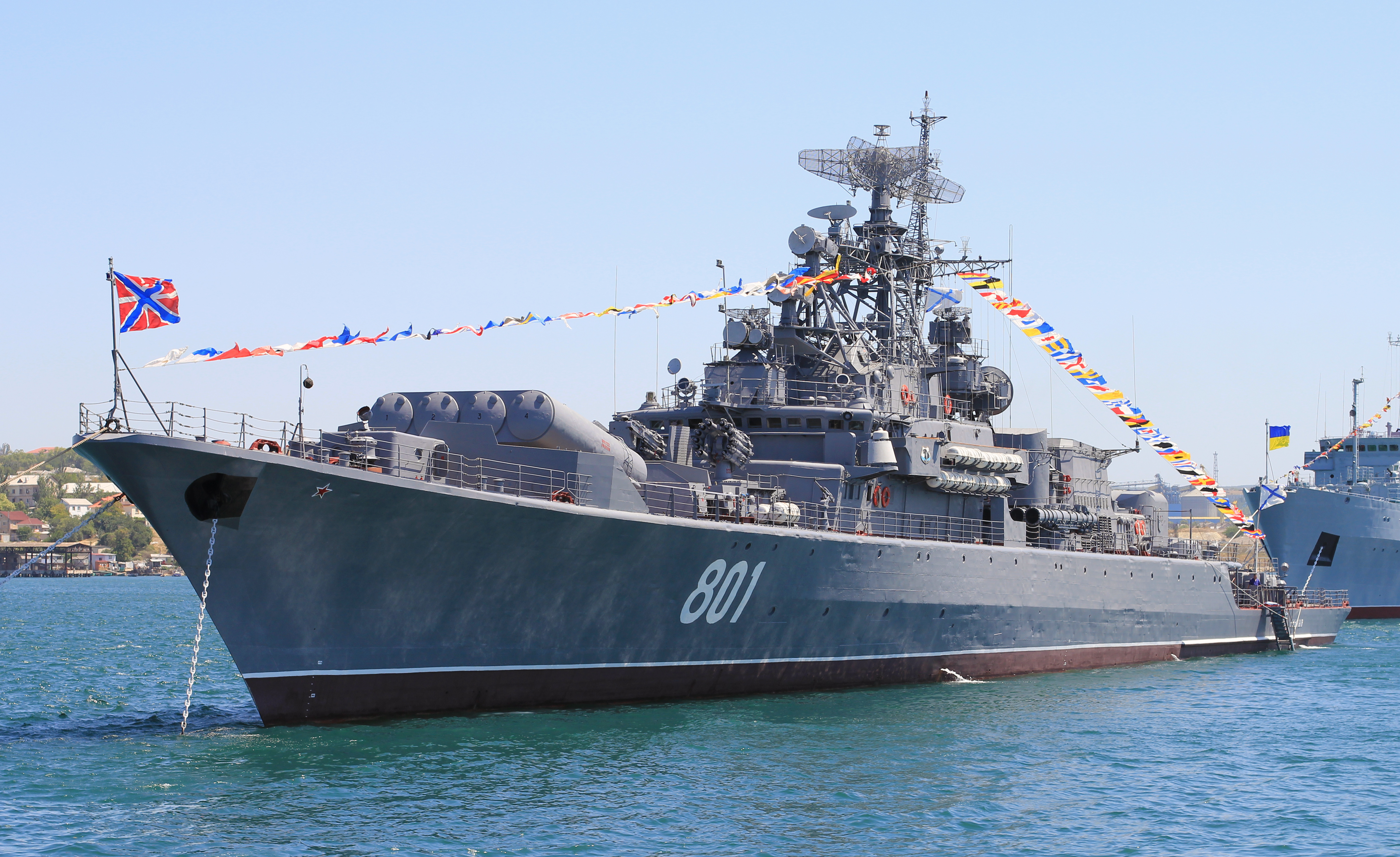
Fregata Ladnyj projektu 1135

Fregaty nesly dva dvojité 76mm kanóny AK-726 ve věžích na zádi. K obraně proti vzdušným cílům sloužily dva výsuvné dvojnásobné protiletadlové raketové komplety 9K33 Osa-M (v kódu NATO SA-N-4) se zásobou 40 střel. K boji proti ponorkám sloužily čtyři raketová torpéda Metel (v kódu NATO SS-N-14 Silex), umístěné v rozměrném boxu na přídi. Doplňovaly je dva raketové vrhače hlubinných pum RBU-6000 a dva čtyřhlavňové 533mm torpédomety.
Pohonný systém byl koncepce COGAG. Pro plavbu cestovní rychlostí sloužily dvě plynové turbíny M62, přičemž v bojové situaci se připojily ještě dvě hlavní plynové turbíny M8K. Lodní šrouby byly dva. Nejvyšší rychlost dosahovala 32 uzlů.

### Projekt 1135M (Krivak II)

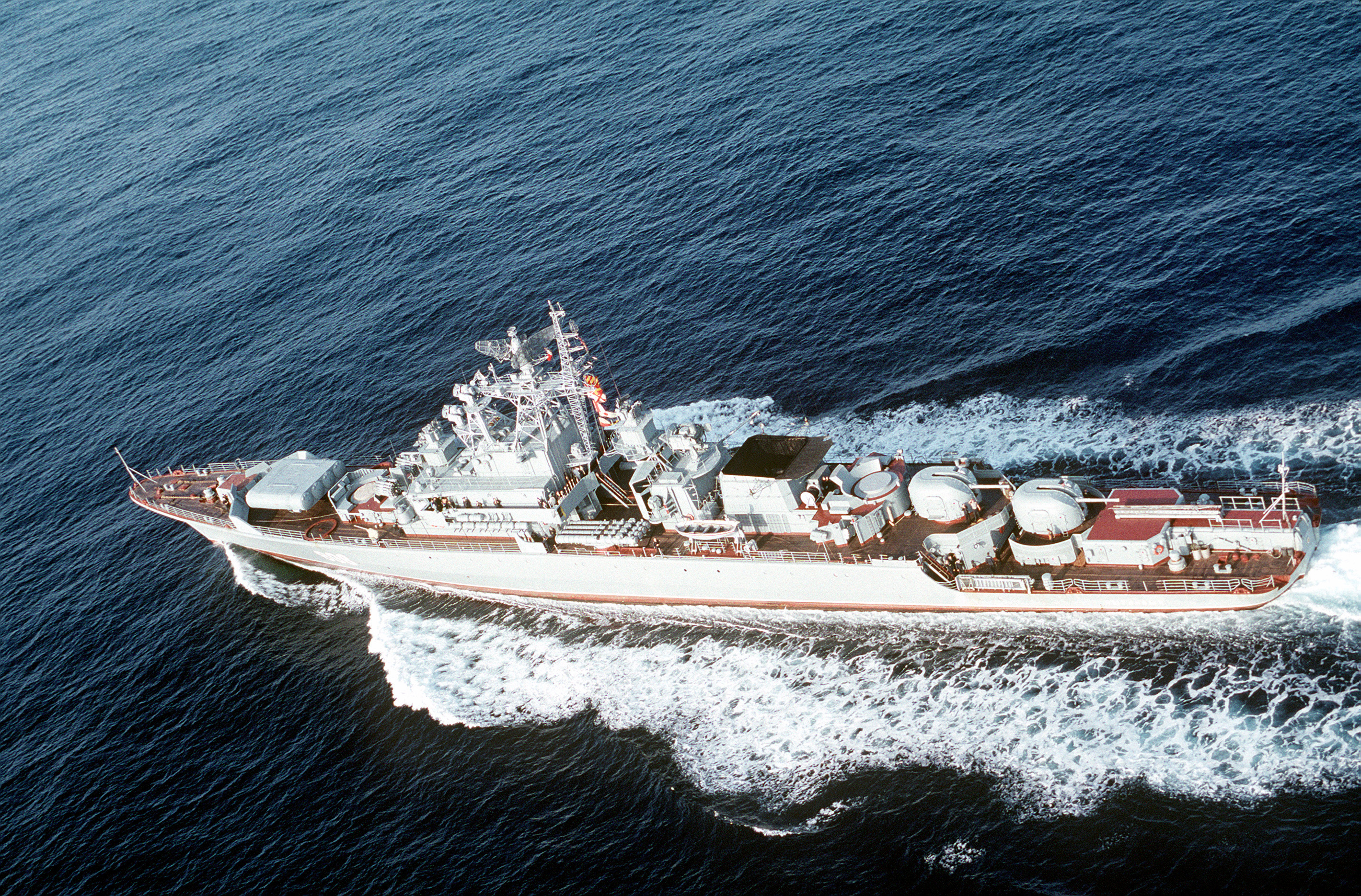
Fregata Pytlivyj projektu 1135M

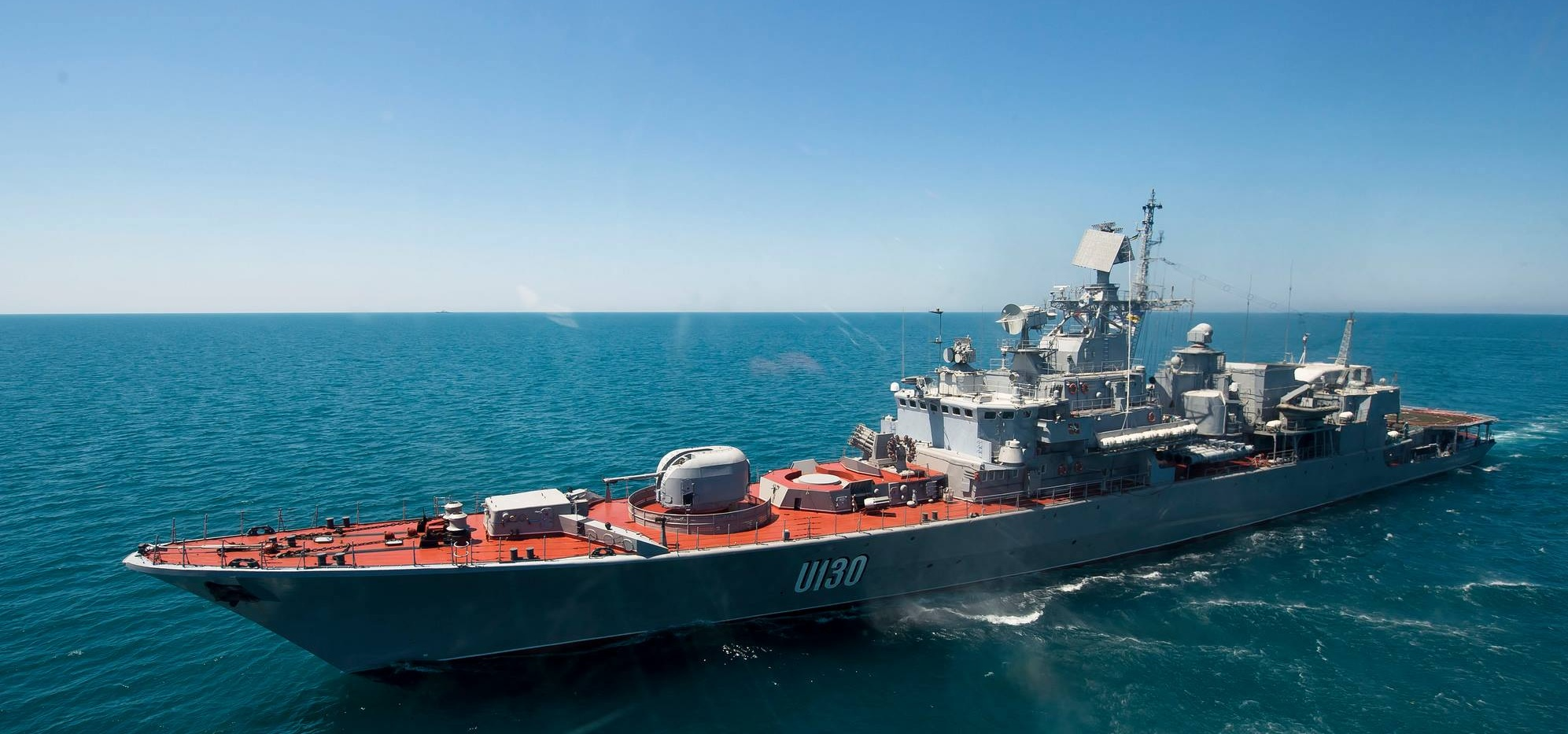
Ukrajinská fregata Hetman Sahajdačnyj

Hlavní odlišností bylo použití dvou 100mm kanónů AK-100 v jednodělových věžích a jiný typ sonaru s měnitelnou hloubkou ponoru.

### Projekt 1135.1 (Krivak III)

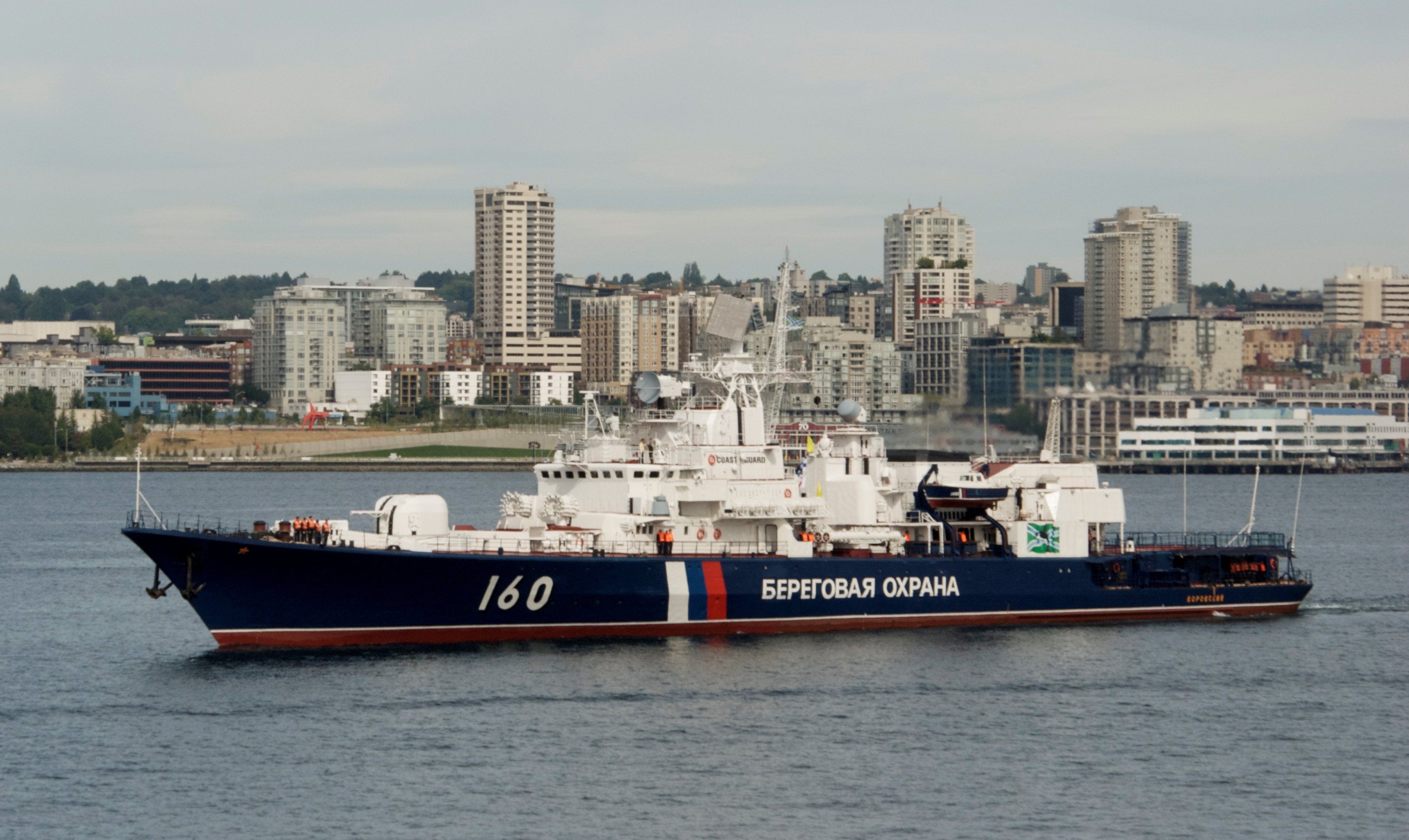
Hlídková loď ruské pobřežní stráže projektu 1135.1 Vorovskij

Na zádi byla namísto dělových věží instalována přistávací plocha pro vrtulník s hangárem. Plavidla nesla vrtulník Ka-25, nebo Ka-27. Příďové střely Metel nahradila 100mm kanónem AK-100 v dělové věži.

## Varianty

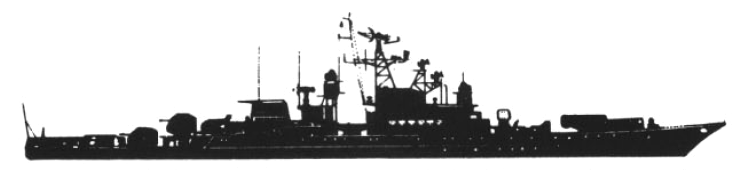
Ilustrace fregaty třídy Krivak I/II

- Projekt 1135 (Krivak I) – Pro námořnictvo postaveno 21 kusů. Dvě jednotky roku 1997 získala Ukrajina.
- Projekt 1135M (Krivak II) – Pro námořnictvo postaveno 11 kusů.
- Projekt 1135.1 Nerej (Krivak III) – Pro sovětskou pobřežní stráž KGB (dnešní ruskou pobřežní stráž) postaveno 8 kusů. Devátý nebyl dokončen.

Moderní deriváty třídy Krivak:
- Třída Talwar (Projekt 1135.6, Krivak IV) – Exportní verze postavená pro Indii. Loděnice Jantar v Kaliningradu postavila celkem 6 jednotek této třídy.
- Projekt 11356 (Krivak V) – Konstrukčně úzce vychází z fregat třídy Talwar.